# Charles Péguy
Charles Péguy (ur. 7 stycznia 1873 w Orleanie, zm. 5 września 1914 w Villeroy) − francuski poeta, dramaturg i publicysta.

## Życiorys
Urodził się w niezamożnej rodzinie w Orleanie w 1873. W 1874 zmarł jego ojciec Désiré. Matka Cécile utrzymywała się z reperowania krzeseł. Charles uczył się w Lycée Lakanal w Sceaux. Uzyskał stypendium École Normale Supérieure w Paryżu. Studiując w stolicy uczęszczał na wykłady Henriego Bergsona oraz Romaina Rollanda, z którymi się zaprzyjaźnił. Studiów nie ukończył i odszedł z uczelni w 1897, chociaż brał udział w niektórych wykładach jeszcze w 1898. Pod wpływem bibliotekarza Luciena Herra został "dreyfusistą".
W 1897, mając 24 lata, Péguy poślubił Charlotte-Françoise Baudoin. Małżeństwo miało czworo dzieci: córkę i trzech synów, z których ostatni urodził się już po śmierci poety. Około 1910 Péguy miał romans z żydowską koleżanką Blanche Raphaël, nie doprowadziło to jednak do rozwodu.
Początkowy okres twórczości charakteryzuje się silnym wpływem socjalizmu. W 1895 artysta wstąpił do partii socjalistycznej. W latach 1900–1914 drukował na łamach założonego przez siebie czasopisma literackiego "Les Cahiers de la Quinzaine", które popierało przywódcę partii Jeana Jaurèsa. Péguy przestał udzielać poparcia Jaurèsowi, gdy uznał go za zdrajcę narodu i socjalizmu. W piśmie pojawiały się też teksty różnych współczesnych autorów, jak np. Romain Rolland.
W 1908 poeta przestał być agnostykiem, powróciwszy jednak do katolicyzmu, nie zaczął praktykować.
Péguy zginął w czasie I wojny światowej 4 września 1914, dzień przed bitwą pod Marną pod Villeroy w departamencie Sekwany i Marny, postrzelony w czoło.

## Twórczość
W poezji i publicystyce artysta łączył idee narodowe i religijne. Był autorem dramatów mistycznych (m.in. Le mystère de la charité de Jeanne d'Arc z 1910) oraz poematów religijnych (La tapisserie de sainte Geneviève et de Jeanne d'Arc z 1912). Polski wybór jego utworów z różnych okresów wydany został w tomie Poezje w 1978.

### Eseje
- De la raison 1901
- De Jean Coste 1902
- Notre Patrie 1905
- Situations 1907–1908
- Notre jeunesse 1910
- Victor-Marie, Comte Hugo 1910
- Un nouveau théologien 1911
- L'Argent 1913
- Note sur M. Bergson et la philosophie bergsonienne 1914
- Note conjointe sur M. Descartes et la philosophie cartésienne 1914 (pośmiertnie)
- Clio. Dialogue de l'histoire et de l'âme païenne 1931 (pośmiertnie)
- L'Argent suite 1932 (pośmiertnie)
- Véronique. Dialogue de l'histoire et de l'âme charnelle, Gallimard, 1972 (pośmiertnie).

### Poezja
- Le Porche du Mystère de la deuxième vertu 1912
- La Tapisserie de Sainte Geneviève et de Jeanne d'Arc 1913
- La Tapisserie de Notre-Dame 1913
- Ève 1913

### Dramat
- Jeanne d'Arc 1897
- Le Mystère de la charité de Jeanne d'Arc 1910 (wyd. pol. 2009)
- Le Mystère des Saints Innocents 1912

Poemat Péguy'ego zatytułowany Le Porche du Mystère de la deuxième vertu z 1912 miał we Francji aż 60 wznowień. Był ulubioną książką Charles'a de Gaulle'a. Dla Benita Mussoliniego twórczość Péguy'ego stanowiła "źródło" dla faszyzmu włoskiego. Sam poeta zapewne nie poparłby takiej interpretacji.